# 化學廁所

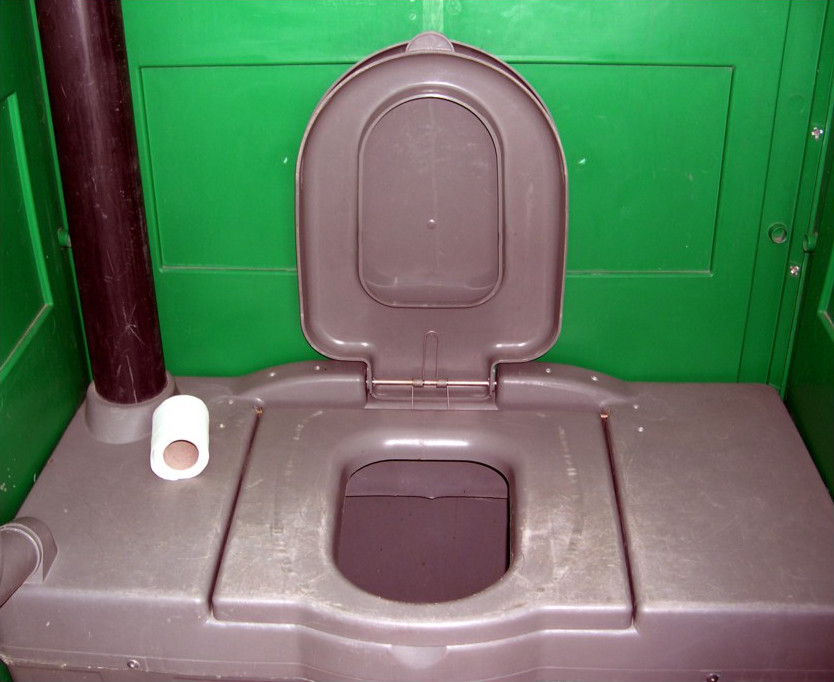
化學廁所

化學廁所，流動廁所的一種，就是排泄物集便器並使用化學物質來減少氣味的廁所，它們不需要連接供水系統，可用於多種情況。這些廁所通常（但並非總是）是獨立且可移動的。化學廁所是圍繞著一個相對較小的水箱建造的，需要經常排空。它既沒有連接到地面上的洞（如坑式廁所），也沒有連接到化糞池，也沒有連接到通往污水處理廠的管線系統。這些廁所常見於飛機或新型列車上。除交通工具外，化學廁所也常見於建築工地，以及大型的戶外嘉年華會等。
許多化學廁所在馬桶水中使用藍色染料。消毒劑通常使用氫氧化鈉或是近似的化學品，它們會加入沖廁用水中。

## 優缺點

### 優點
雖然化學廁所比標準的永久性戶外廁所更昂貴，但它有幾個顯著的優點，主要與它們的便攜性有關；由於它們是獨立的，因此幾乎可以放置在任何地方。化學廁所可以用卡車拖運。
化學廁所消除了露天排便，通常為女性提供隱私和資源，以滿足所有基本的廁所需求。男性通常會為了個人方便、避免細菌、縮短排隊時間、提高夜間效率或防止廁所太快填滿而選擇在其他地方小便。

### 缺點
由於化學廁所沒有管道，它們將廢物保留在水箱內；如果化學廁所沒有正確清潔或過度使用，這可能會導致污水氣味。在大多數地方，它們也可能被視為礙眼，其中一些地方禁止在未經特別許可的情況下使用化學廁所。
另一個缺點是常規化學廁所不方便輪椅通行，這意味著使用輪椅的殘疾人可能會發現很困難或不可能使用化學廁所。然而，大多數現代都會根據要求提供適合輪椅使用者的化學廁所。